# 張欣堯
張欣堯（英語：Ash Zhang，1994年11月21日—），出生於中國內蒙古自治區赤峰市，中國大陸男歌手、舞者及網絡紅人。
2017年“我是头条·2017今日头条年度盛典”年度抖音达人奖，2020年新榜大会年度短视频红人奖。他於2021年2月17日參加騰訊視頻偶像男團競演養成類真人秀節目《創造營2021》，並於4月24日最終排名獲得第20名，未能成團出道。

## 經歷

### 早年經歷
張欣堯出生在内蒙古赤峰市的一个普通家庭，在河南省上大學，學習國際經濟與貿易。在大學期間便開始勤工儉學，大三時開始兼職做舞蹈老師。大學畢業後為了追逐夢想去北京發展，剛開始通過一些私教課程勉強維持生活。2017年開始在抖音短視頻平台發布視頻，是抖音第一批千萬粉絲級別的紅人。

### 演藝經歷
2017年，因在抖音發布短視頻《要不要做我女朋友》，而在網絡上爆紅。12月17日，獲得“我是头条·2017今日头条年度盛典”年度抖音达人奖。
2018年6月1日举办首场个人粉丝线下见面会。同年受邀請參加浙江衛視室內真人秀節目《王牌對王牌》第三季。10月19日，參加2018浙江衛視秋季盛典。11月26日，發行首支個人單曲《Angel》。12月6日，推出單曲《特約》。12月16日，發布演唱歌曲《你是我的》。
2019年3月，參加兩會特別節目《兩會青年說》。5月31日，為網絡劇《青囊傳》演唱主題曲《長短一生》發布。6月21日，推出個人單曲《北京夏天》。2019年6月参加酷我音乐《酷我青年说》校园巡讲活动，发表“为梦想加一点热爱”主题演讲。10月19日，擔任2019年秋季盛典的主持人。10月25日，推出個人單曲《I DO》。11月29日，發布歌曲《MISS U》。
2020年1月6、7日，獲得新榜大會年度短視頻紅人獎；後續陸續登上浙江衛視、東方衛視、遼寧衛視的春節聯歡晚會。7月26日，發布與青哇娱乐旗下艺人吳灝合作的單曲《玩具》；同年，参與《超新星运动会》。
2021年2月17日，參加騰訊視頻偶像男團競演養成類真人秀節目《創造營2021》。4月24日，最終排名獲得第20名的成績，未能成團出道。

## 音樂作品

### 單曲
| 發行日期       | 歌曲名称        | 歌曲资料                                                                              | MV | 備註 |
| 2018年11月26日 | 《Angel》       | - 作詞／作曲／編曲：劉鳳                                                              |    |      |
| 2018年12月6日  | 《特约》        | - 作詞：白以白 - 作曲：鄭冰冰 - 編曲：EZ-Mitchell                                     |    |      |
| 2018年12月26日 | 《你是我的》    | - 作詞／作曲：陳順（芋頭）                                                            |    |      |
| 2019年6月21日  | 《北京夏天》    | - 作詞：李揚 - 作曲：陳永濤 - 編曲：潘澈吉                                            |    |      |
| 2019年10月25日 | 《I DO》        | - 作詞／作曲：劉鳳瑤 - 編曲：閆明琛                                                   |    |      |
| 2019年11月29日 | 《MISS U》      | - 作詞／作曲／編曲：BOUNCE LIKE@袁悠範                                                |    |      |
| 2021年6月12日  | 《漫天繁星》    | - 作詞／作曲：-艾兜/等一下就回家 - 編曲：陈超 @25hrs Music Team                       |    |      |
| 2021年7月15日  | 《Last Chance》 | - 作詞：魏星WEESON/CoolZ - 作曲：魏星WEESON - 編曲：Ant_Channel陈超 @25hrs Music Team |    |      |

### OST
| 發行日期      | 歌曲名称     | 歌曲资料                          | MV | 備註                   |
| 2019年5月31日 | 《长短一生》 | - 作詞：吳灝 - 作曲／編曲：王天胤 |    | 网络剧《青囊传》主题曲 |

### 合作單曲
| 發行日期      | 歌曲名称     | 歌曲资料 | MV            | 備註                           |
| 2020年7月26日 | 《玩具》     | - 演唱：张欣尧/吳灝 - 作詞：吳灝 - 作曲／編曲：劉炫豆                                                           |               |                                |
| 2021年7月23日 | 《NEW STAR》 | - 演唱：张欣尧/星瞳 - 作詞：刘梦静/闫思@金蜗牛Irc - 作曲：Kenix Cheang/Eileen Shan Zou - 編曲：刘冠帅@CANDY CAN | 8月12日MV上线 | QQ炫舞NEW STAR音乐节同名主题曲 |

### 《創造營2021》表演曲目
| 發行日期      | 歌曲資料 | 備註         |
| 2021年2月20日 | 《不怕不怕》 - 歌曲說明：初評級舞台（組合） - 原唱者：郭美美 - 合作演唱者：胡燁韜、井朧、甘望星                                       | 第一期（下） |
| 2021年3月6日  | 《女孩》 - 歌曲說明：小組競演歌曲 - 原唱者：韋禮安 - 合作演唱者：吳宇恆、俞更寅、吳海、肖力桓、原部凌                                 | 第三期       |
| 2021年3月10日 | 《我們一起闖》 - 歌曲說明：節目官方主題曲 - 原唱者：原創歌曲 - 合作演唱者：全體學員                                                   | 中文版       |
| 2021年3月10日 | 《Chuang To-Gather Go！》 - 歌曲說明：節目官方主題曲 - 原唱者：原創歌曲 - 合作演唱者：全體學員                                        | 英語版       |
| 2021年3月28日 | 《Believer》 - 歌曲說明：位置測評歌曲 - 原唱者：Imagine Dragons - 合作演唱者：周柯宇、胡燁韜、代少冬、韓佩泉                          | 第六期       |
| 2021年4月10日 | 《冒險計劃》 - 歌曲說明：主題考核歌曲 - 原唱者：原創歌曲 - 合作演唱者：劉宇、伯遠、吳海、羽生田挙武 - 助演嘉賓：孟美岐                | 第八期       |
| 2021年4月24日 | 《定義》 - 歌曲說明：最終舞台歌曲 - 原唱者：原創歌曲 - 合作演唱者：伯遠、胡燁韜、任胤蓬、甘望星、俞更寅、羽生田拳武、井汲大翔、張星特 | 第十期       |
| 2021年4月24日 | 《Carbonyl》 - 歌曲說明：個人能力展示（舞蹈） - 编舞：小五@天舞IDG／張欣堯 - 作曲：大邁MizarMin                                       | 第十期       |

## 雜誌

### 电子刊
| 年份   | 发行日期 | 杂志名称       | 主题            | 备注     |
| 2021年 | 5月17日  | ELLEidol       | 告白            | 首刊     |
| 2021年 | 6月1日   | 公益头条电子刊 | 有梦则鸣-公益版 | 内页     |
| 2021年 | 7月19日  | 时尚芭莎       | 逆水行舟        | 单人首刊 |
| 2021年 | 8月24日  | STARBOX人物    | 有光照进来      | 单人刊   |

### 实体刊
| 年份   | 发行日期 | 杂志名称       | 主题            | 备注     |
| 2021年 | 6月1日   | 公益头条电子刊 | 有梦则鸣-实体版 | 内页     |
| 2021年 | 7月13日  | WAVES漫潮      | 7月专刊         | 单人首封 |
| 2021年 | 8月2日   | KNIGHT高级     | Another Self    | 单人刊   |

## 榮譽
| 年份   | 颁奖典礼                            | 荣誉                 |
| 2017年 | 我是头条·2017今日头条年度盛典       | 年度抖音达人奖       |
| 2019年 | 星芒之夜                            | 红人公益大使荣誉称号 |
| 2019年 | 三亚国际花卉旅游                    | 推广大使荣誉证书     |
| 2020年 | 新榜大会                            | 年度短视频红人奖     |
| 2021年 | InStyle Icon Awards年度潮流偶像盛典 | 年度最受欢迎偶像大奖 |

## 外部連結
- 張欣堯的新浪微博
- 張欣堯的抖音短視頻主頁